# Birdy Nam Nam

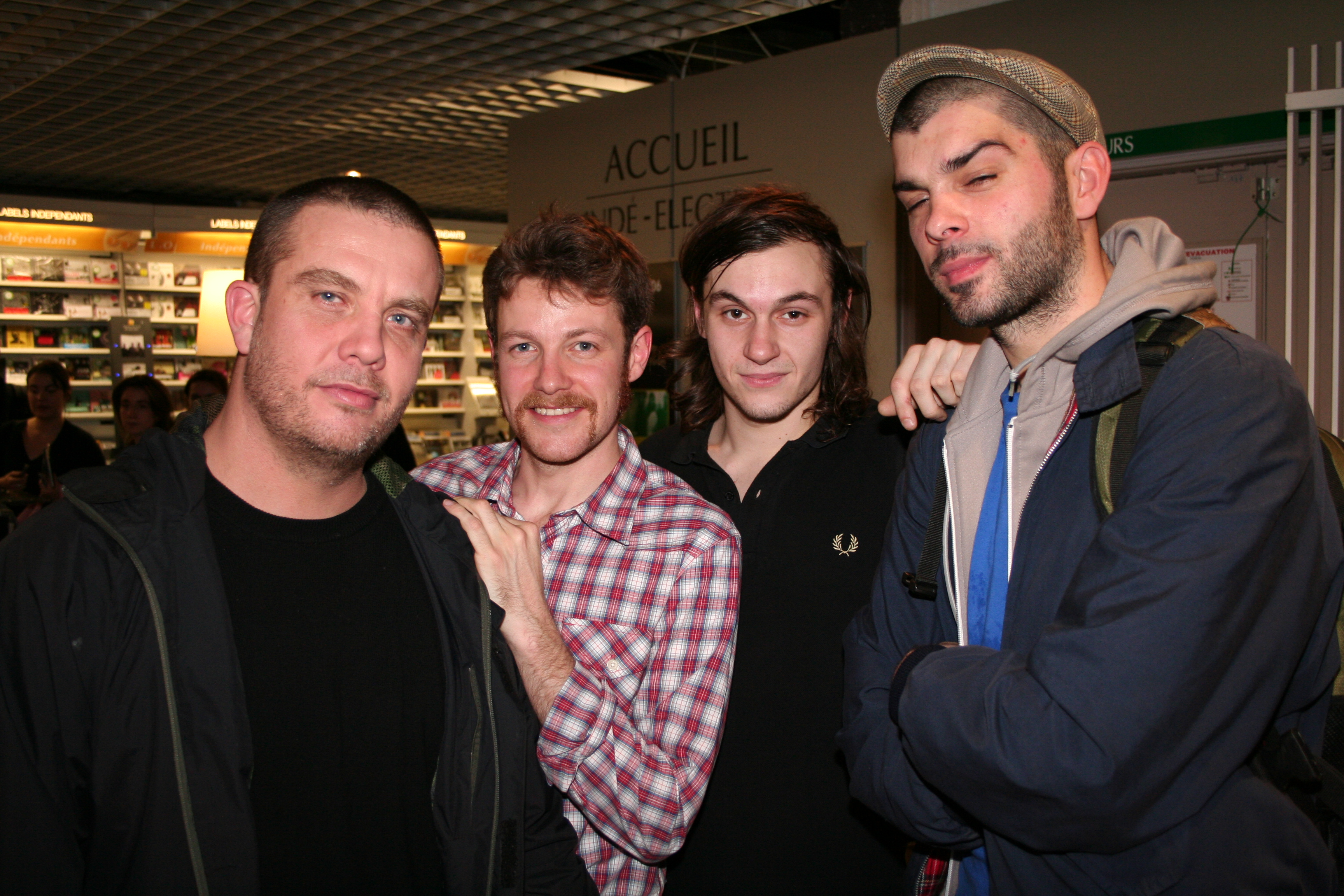
Birdy Nam Nam in Paris im Januar 2007.

Birdy Nam Nam ist ein DJ-Team aus Frankreich, die Mitglieder der Crew sind Crazy-B, DJ Pone, DJ Need und Little Mike.

## Werdegang
Die vier Musiker haben während ihrer gesamten Laufbahn diverse Auszeichnungen gewonnen, wie zum Beispiel den DMC Technics World TEAM Preis 2002. Birdy Nam Nams Zielsetzung ist es, den Turntable (Schallplattenspieler) wie ein Musikinstrument zu benutzen. Ihr Debütalbum veröffentlichten sie im Jahre 2006 im Verlag Uncivilized World Records. Im selben Jahr traten sie bei der international renommierten Music Conference SXSW auf.
Der Crewname stammt von einem Zitat von Peter Sellers aus dem 1968er Film Der Partyschreck, unter Regie von Blake Edwards.
Sie erschaffen ihre Musik aus Musikstücken von Freunden und eigenen Alben und pressen ihre Beats auf Vinyl, um ihre eigene Musik live spielen und arrangieren zu können.
Im Jahr 2012 ließen sie ihr Lied „Goin’ in“ von dem Dubstep-Produzenten Skrillex remixen.

## Diskografie

### Alben
| Jahr | Titel                         | Höchstplatzierung, Gesamtwochen, AuszeichnungChartplatzierungen (Jahr, Titel, Platzierungen, Wochen, Auszeichnungen, Anmerkungen) | Höchstplatzierung, Gesamtwochen, AuszeichnungChartplatzierungen (Jahr, Titel, Platzierungen, Wochen, Auszeichnungen, Anmerkungen) | Anmerkungen |
| Jahr | Titel                         | FR | BEW | Anmerkungen |
| ---- | ----------------------------- | --- | --- | ----------- |
| 2005 | Birdy Nam Nam                 | FR170 (1 Wo.)FR | — |             |
| 2006 | Live in Paris                 | FR140 (2 Wo.)FR | — |             |
| 2009 | Manual For Successful Rioting | FR17 (16 Wo.)FR | BEW76 (2 Wo.)BEW |             |
| 2011 | Defiant Order                 | FR17 (7 Wo.)FR | — |             |
| 2016 | Dance or Die                  | FR66 (2 Wo.)FR | — |             |

### EPs
- 2004: Body, Mind, Spirit...
- 2005: Engineer Fear

### Singles
| Jahr | Titel Album                                        | Höchstplatzierung, Gesamtwochen, AuszeichnungChartsChartplatzierungen (Jahr, Titel, Album, Platzierungen, Wochen, Auszeichnungen, Anmerkungen) | Anmerkungen |
| Jahr | Titel Album                                        | FR | Anmerkungen |
| ---- | -------------------------------------------------- | --- | ----------- |
| 2008 | Worried Manual For Successful Rioting              | FR71 (6 Wo.)FR |             |
| 2009 | The Parachute Ending Manual For Successful Rioting | FR68 (15 Wo.)FR |             |
| 2010 | Birdy Nam Nam                                      | FR35 (7 Wo.)FR |             |
| 2010 | The First Break Beat                               | FR78 (2 Wo.)FR |             |

### Gastbeiträge
| Jahr | Titel Album                         | Höchstplatzierung, Gesamtwochen, AuszeichnungChartplatzierungen (Jahr, Titel, Album, Platzierungen, Wochen, Auszeichnungen, Anmerkungen) | Höchstplatzierung, Gesamtwochen, AuszeichnungChartplatzierungen (Jahr, Titel, Album, Platzierungen, Wochen, Auszeichnungen, Anmerkungen) | Höchstplatzierung, Gesamtwochen, AuszeichnungChartplatzierungen (Jahr, Titel, Album, Platzierungen, Wochen, Auszeichnungen, Anmerkungen) | Anmerkungen                                                     |
| Jahr | Titel Album                         | FR | UK | US | Anmerkungen                                                     |
| ---- | ----------------------------------- | --- | --- | --- | --------------------------------------------------------------- |
| 2013 | Wild For The Night Long. Live. A$AP | FR169 (2 Wo.)FR | UK43 Silber · (8 Wo.)UK | US80 ×2Doppelplatin · (16 Wo.)US | ASAP Rocky feat. Skrillex & Birdy Nam Nam Verkäufe: + 2.315.000 |

### Videoalben
- 2006: The Party

## Trivia
Der Song Trans Boulogne Express wurde bekannt durch den Film Transporter 3.

## Ähnliche Künstler
- Jazzanova
- Bugz in the Attic